# لوسیا و سکس
لوسیا و سکس (اسپانیایی: Lucía y el sexo‎) یک فیلم درام عاشقانه اسپانیایی به کارگردانی خولیو مدم است که در سال ۲۰۰۱ منتشر شد.
روایت داستان این فیلم، غیرخطی است و در آن اشارات سورئال گوناگونی به اقیانوس و ساحل وجود دارد. فیلم یک داستان تراژیک عاشقانه را بیان می‌کند که شخصیت‌های فیلم را به‌گونه‌ای به هم مربوط می‌سازد.
همچنان که از عنوان فیلم نیز برمی‌آید، در آن صحنه‌هایی از عشق‌بازی‌های پرشور و عاشقانه هم وجود دارد.

## بازیگران
- پاز وگا در نقش لوسیا
- تریستان اوجوا در نقش لورنزو
- نایوا نیمری در نقش اِلنا
- دانیل فریره در نقش کارلوس/آنتونیو
- النا آنایا در نقش بلن
- دیانا سوآرِس در نقش مادر بلن
- خاویر کامارا در نقش پپه
- سیلویا یانوس در نقش لونا

## جوایز
- جایزه گویا برای بهترین چهره جدید (پاز وگا)
- جایزه گویا برای بهترین فیلم‌برداری (کیکو دِ لا ریکا)
- جایزه گویا برای بهترین موسیقی متن (آلبرتو ایگلسیاس)